# Смольянінов Артур Сергійович
Артур Сергійович Смольянінов (нар. 27 жовтня 1983) — російський актор театру і кіно.

## Життєпис
Артур Сергійович Смольянінов народився 27 жовтня 1983 року в Москві. Дитинство і юність провів у місті Корольов Московської області. Мама Марія Володимирівна — художниця, вчителка малювання. У Артура є ще два молодших брати і сестра.
У кіно його відкрив Валерій Прийомихов. Фільм «Хто, якщо не ми» вийшов 1998 року, а коли проходили зйомки, Артуру було чотирнадцять. Зустріч з Прийомиховим змінила життя Артура, розвернула його в інший бік. Ця унікальна людина багато дала підлітку. Коли Прийомихова не стало, Артур дуже важко це пережив. «Хто, якщо не ми» став путівкою в професію — після цього фільму удача й успіх ні на хвилину не залишали молодого актора.
Після закінченої екстерном школи в 16 років з першого заходу вступив у РАТІ (колишній ГІТІС) на акторське відділення режисерського факультету (майстерня Л. Є. Хейфеца) і в 2004 році закінчив його, маючи за плечима майже десяток робіт у кіно й на телебаченні.
Відразу після вдалого кінодебюту у фільмі «Хто, якщо не ми» зіграв у фільмі «Тріумф». Широку популярність акторові принесла роль Лютого у фільмі про афганську війну «Дев'ята рота».
2006 року Артура Смольянінова прийнято в трупу театру «Современник». У дипломних спектаклях грав тата в «Сімейних ситуаціях» Біляни Срблянович, Вихорева у «Не в свої сани не сідай» О. М. Островського.
У нинішньому[коли?] репертуарі артиста — Солоний у виставі «Три сестри» А. П. Чехова, Данський король у «Ще раз про голого короля» Леоніда Філатова, Помпей і Гонець у виставі «Антоній & Клеопатра. Версія» Олега Богаєва і Кирила Серебреннікова за мотивами Вільяма Шекспіра, принц Гіальмар у «Мален» Моріса Метерлінка.
Входить до ради піклувальників фондів «Подаруй життя», організованого Чулпан Хаматовою і Діною Корзун, що допомагає дітям з онкогематологічними захворюваннями, і «Галчонок», що допомагає дітям з органічними ураженнями центральної нервової системи. Неодноразово брав участь у благодійних акціях.
Фігурант бази «Миротворець». Виступив проти вторгнення Росії в Україну у 2022 році.

## Творчість

### Ролі в театрі

#### «Современник»
- «Три сестри» А. Чехова — Солоний
- «Антоній & Клеопатра. Версія» О. Богаєва, К. Серебреннікова — Помпей, Гонець
- «Ще раз про голого короля» Л. Філатова — Датський король
- «Мален» М. Метерлінка — Гіальмар

- 2008 — «Шарманка» А. Платонова — Овсій
- 2009 — «Спектакль» М. Покрасса — Макс (Лаерт)
- 2009 — «Мурлін Мурло» Н. Коляди — Михайло
- «А вам не хотітся ль / Под ручку пройти? ..» (75 хвилин любові, поезії і музики)
- 2010 — «Джентльмен'» князь Олександр Сумбатов-Южина — Ларіон Ридлов
- 2011 — «Горбунов і Горчаков» за І. Бродському. Постановка Є. Каменьковіча — Горчаков

### Фільмографія
- 1998 — «Хто, якщо не ми» — Толясік
- 2000 — «Тріумф / Щоденник Рудого» — «Книш»
- 2002 — «Таємний знак. Частина перша» — Іван" Вано "Іванович Савін
- 2002 — «Закон» — Андрій
- 2003 — «Шик» — Гека
- 2003 — «Папа» — Ленчик
- 2003 — «Таємний знак. Частина друга: „Повернення господаря“» — Іван" Вано "Іванович Савін
- 2003 — «Сищик без ліцензії» — лаборант
- 2004 — «Марс» — Григорій
- 2004 — « Таємний знак. Частина третя: „Формула щастя“» — Іван" Вано "Іванович Савін, призовник
- 2004 — «Штрафбат (телесеріал)» — «німецький офіцер»
- 2005 — «9 рота» — Рядовий / молодший сержант Люта «Лютий»
- 2005 — «Убойная сила 6» — Панін
- 2006 — «Дев'ять місяців» — Санітар Толік
- 2006 — «Останній забій» — Андрій
- 2006 — «Фартовий» — епізод
- 2006 — «ЖARA» — Артур, студент театрального вузу
- 2007 — «1612» — Костка, татарин
- 2007 — «Русалка» — епізод
- 2007 — «Слуга государів»
- 2007 — «Нірвана» — Валера Мертвий
- 2008 — «Той, хто гасить світло» — Олександр Орлов, лейтенант
- 2008 — «На краю стою» — Андрій Стахов, прикордонник
- 2008 — Stories on Human Rights
- 2008 — «Будь зі мною» — Роман
- 2009 — «Книга майстрів» — Янгул
- 2009 — «Я» — я
- 2010 — «Іронія кохання» — Антон
- 2010 — «Стомлені сонцем 2: Цитадель» — Юрка
- 2010 — «Ялинки» — злодій
- 2010 — «Дочка якудзи»
- 2010 — «Нереальна любов» — Грей
- 2011 — «Стомлені сонцем 2: Цитадель» — Юрка
- 2011 — «П'ять наречених» — Вадим Добромислов, льотчик, Герой Радянського Союзу
- 2011 — «Без чоловіків»
- 2011 — Самара — доктор Олег Самарін
- 2011 — «Фантом» — Юрій
- 2011 — «Іван Царевич і Сірий Вовк» — Сірий Вовк (озвучення)
- 2012 — «Духless» — Авдей
- 2012 — «Мій хлопець — ангел» — Ангел Серафим, Сергій
- 2012 — «Біла Гвардія» — Бойко
- 2012 — «Казка. Є» — Заєць
- 2012 — «Любов з акцентом» — Саша, новела Весілля
- 2013 — «12 місяців»
- 2013 — «Іван Царевич і Сірий Вовк 2» — Сірий Вовк (озвучення)
- 2013 — «Вісімка»
- 2013 — «Гетери майора Соколова»
- 2014 — «Забійний план» — Донцюс

## Призи та нагороди
- Названий «Найкращим актором-підлітком» на VIII Міжнародному кінофестивалі дитячих фільмів в Артеку (за роль у фільмі «Хто, якщо не ми?»).
- Лауреат Молодіжної премії «Тріумф» (2007).

## Факти
- Хрещений батько Артура — Іван Охлобистін
- Шанувальник творчості Єгора Лєтова.
- Вболівальник футбольної команди «Спартак» (Москва).